# Намдинь (провинция)
Намди́нь (вьет. Nam Định, тьы-ном 南定) — провинция на севере Вьетнама. Площадь провинции составляет 1652,3 км². Численность населения по данным на 2009 год — 1 825 771 человек. Административный центр — одноимённый город.

## География и климат
Провинция находится в северной части Вьетнама, на побережье Тонкинского залива, в дельте реки Красная (регион Красной реки). Административный центр, город Намдинь расположен в 90 километрах к юго-востоку от столицы страны, города Ханой. С запада, севера и юга от провинции Намдинь лежат провинции Тхайбинь, Ханам и Ниньбинь, на востоке она омывается водами Тихого океана. На территории провинции находятся четыре главных эстуарии: Балат, Тай, Лачьжанг и Галан.
Климат провинции — тропический, муссонный; среднегодовая температура составляет +23 °С. В отличие от других провинций в дельте, Намдинь имеет тропический муссонный климат. Средняя годовая температура — 23—24 °C. Самые холодные месяцы — январь и декабрь со средней температурой в 16—17 °C. Самые жаркий — июль со средними 29 °C.
Годовая сумма осадков — 1750—1800 мм. C мая по октябрь длится дождливый сезон, а засушливый сезон начинается в ноябре и заканчивается в апреле. Общее число солнечных часов в течение года равно 1650—1700. Средняя влажность воздуха — 80—85 %.
Находясь недалеко от залива Бакбо, Намдинь подвержен тропическим штормам и муссонам. Провинция Намдинь условно делится на три региона:
1. Нижняя дельта, имеющая развитое сельское хозяйство и развитую текстильную и обрабатывающую промышленность.
2. Низменный прибрежный. Длина береговой линии — 72 км. Регион благоприятен для выращивания скота и рыбного промысла. На его территории находится национальный природный заповедник Сюань Туи.
3. Центральный регион.

## Население
В провинции проживают различные народности — вьеты, тхо, мыонг, хоа и др.

## Административное деление
Провинция состоит из муниципалитета Намдинь (Nam Định) и 9 уездов.

## Образование
Провинция Намдинь известна своей традиционной образовательной системой. Школа Ле Хонг Фонг известна на весь Вьетнам. 16 школ из этого города входят в 200 лучших в стране за 2003 год, а в 2009 году 5 школ из Намдинь вошли в сотню лучших.

## Экономика
Экономика имеет в целом аграрный характер. В провинции выращиваются рис, кукуруза, бананы, арахис, сахарный тростник. В прибрежной зоне развиты рыболовство и лов креветок, которые в значительном количестве экспортируются. В промышленности Намдиня выделяется текстильная отрасль. В 2002 году ВВП провинции превысил 400 000 $. В 2005 году экономика имела следующую структуру: 41 % — сельское/рыбное/лесное хозяйства, промышленность и строительство — 21,5 %, сфера услуг — 38 %.

## Культура
Намдинь имеет богатую историю, отмеченную сохранившимися здесь архитектурными памятниками. Среди них следует отметить руины дворца императоров династии Чан в местечке Тукмак, развалины храма Тхиен-Чыонг, храмы императоров Чан, Фу-Дай, Ко-Чать, пагоды Кео, Хань-Тхиен, Фоминь и Коле. В провинции также расположены несколько природоохранных зон и национальных парков.

## Галерея

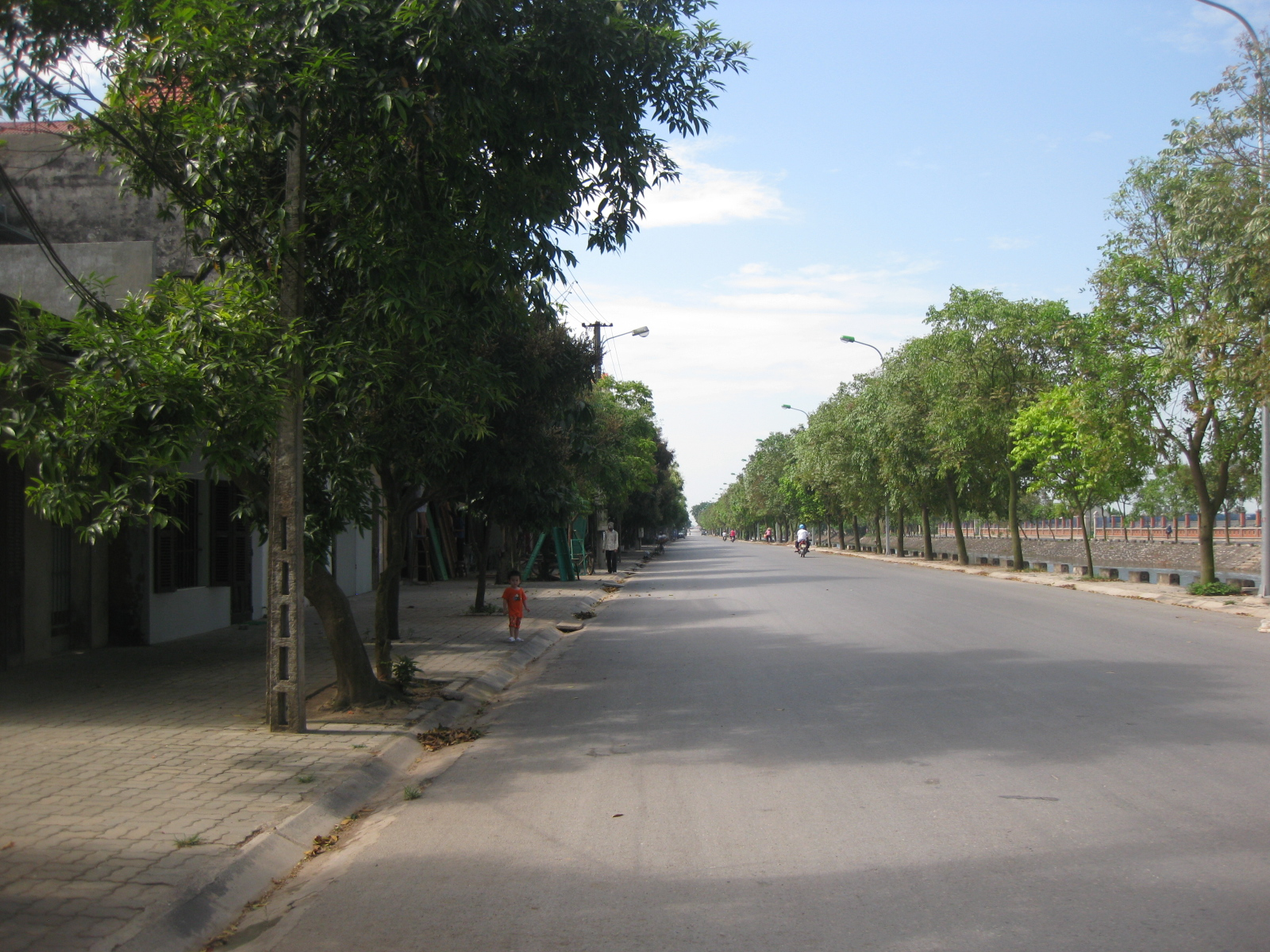
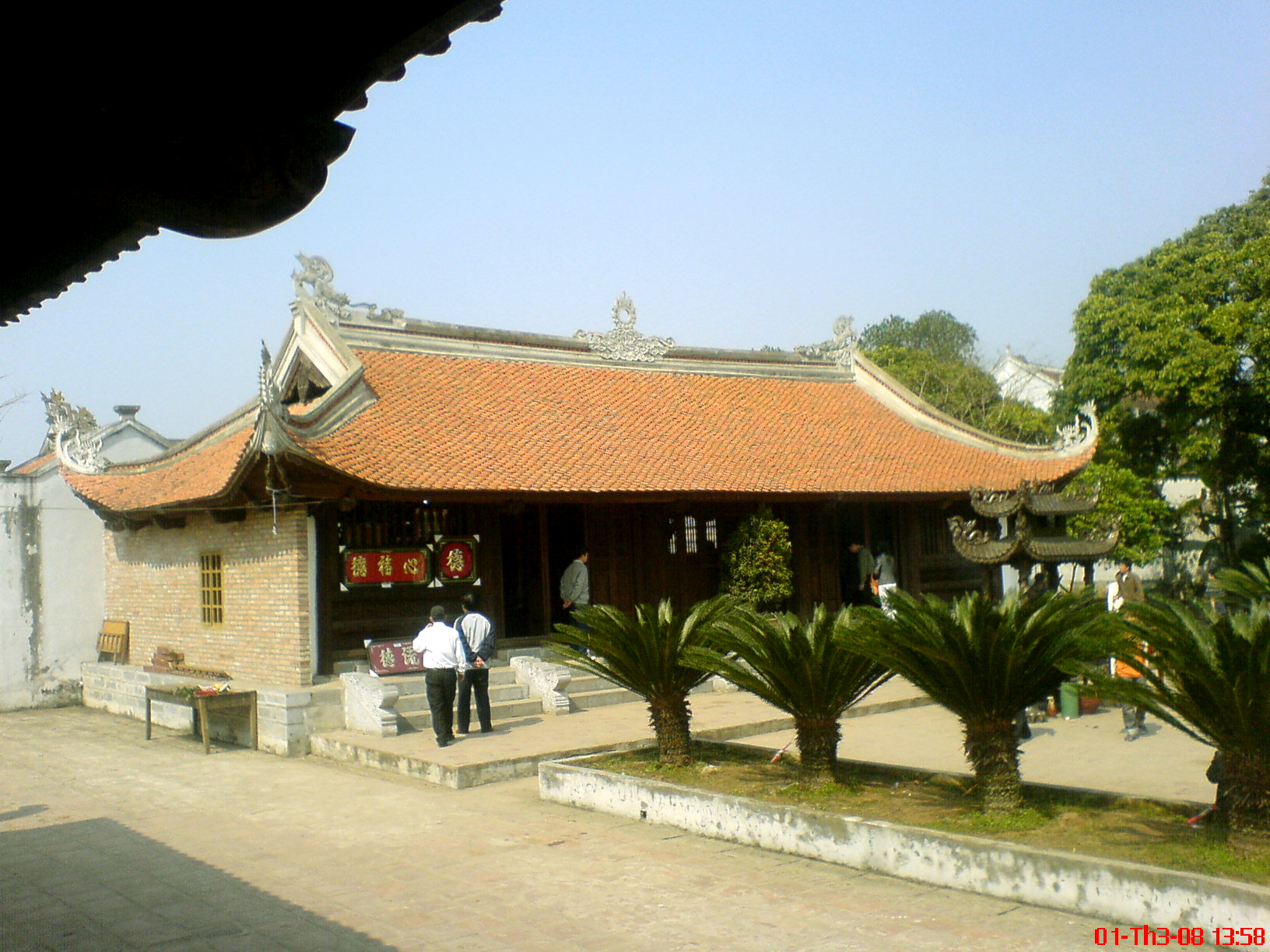
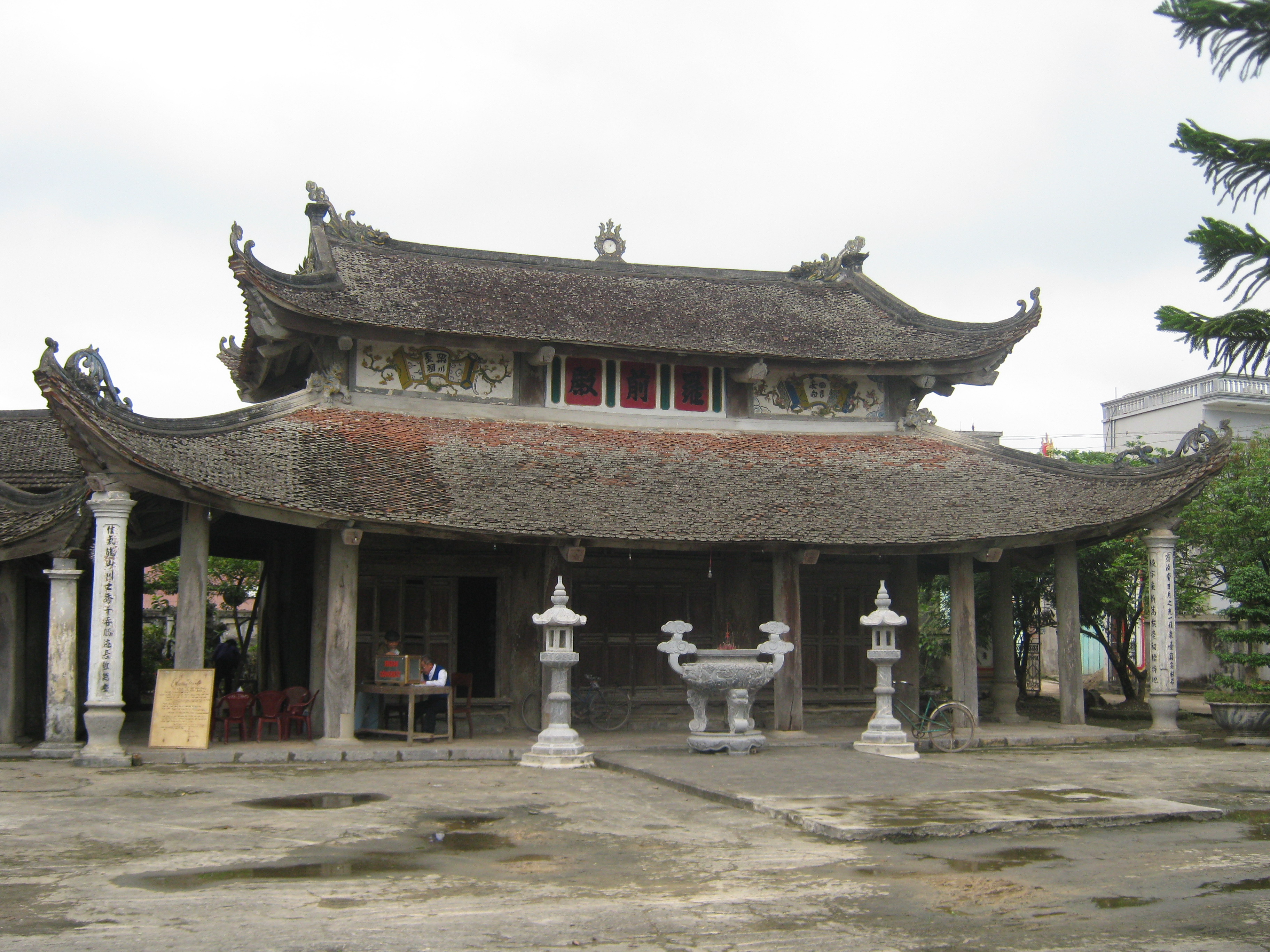
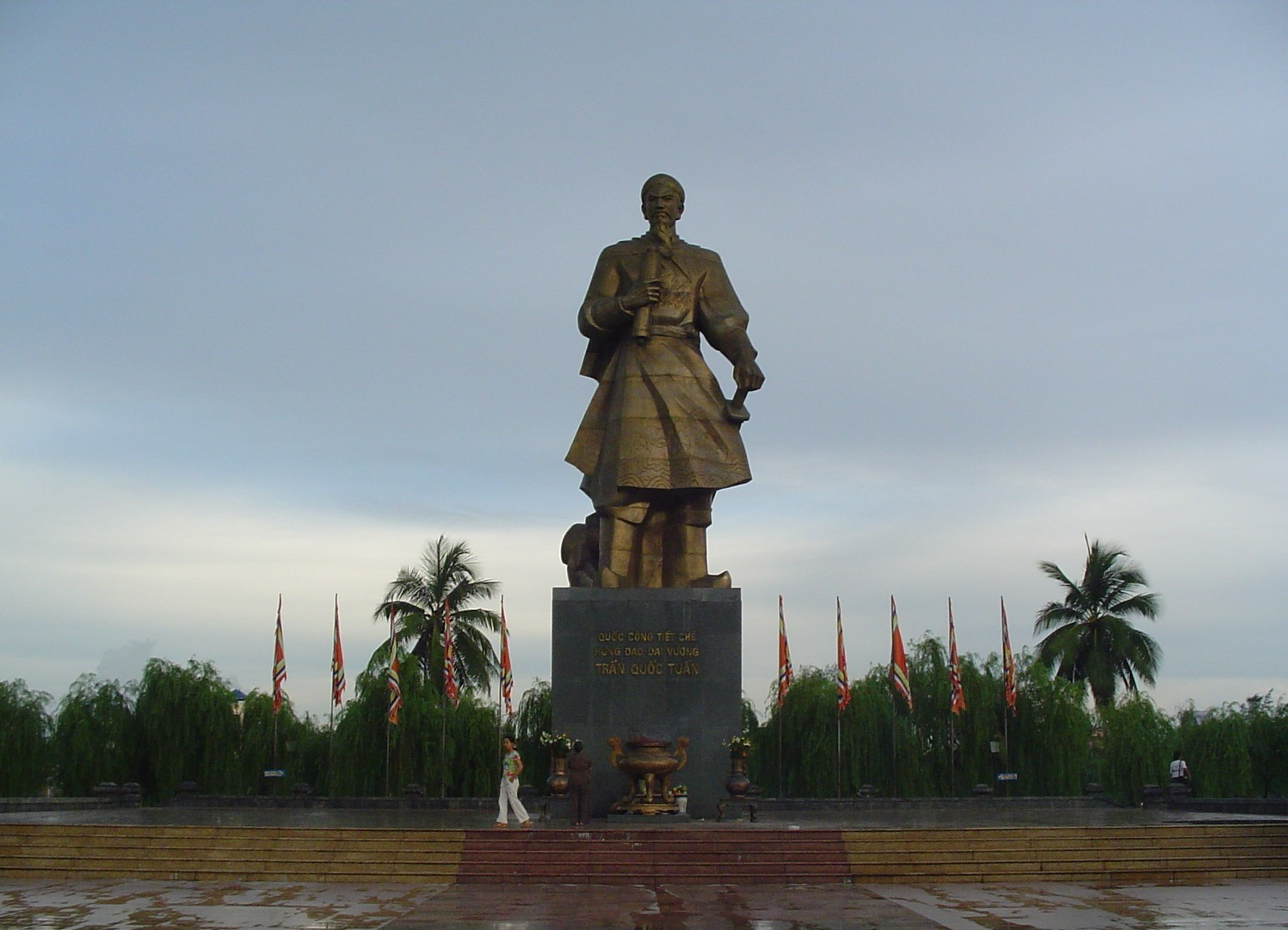